# Belvosia slossonae
Belvosia slossonae är en tvåvingeart som beskrevs av Daniel William Coquillett 1895. Belvosia slossonae ingår i släktet Belvosia och familjen parasitflugor. Inga underarter finns listade i Catalogue of Life.